# Stazione di Börnicke
La stazione di Börnicke era una stazione ferroviaria tedesca, posta sulla Nauen-Oranienburg. Serviva il centro abitato di Börnicke, oggi frazione della città di Nauen.